# سیمارکس
سیمارکس (انگلیسی: Cimarex) شرکت نفت و گاز آمریکایی است، که در سال ۲۰۰۲ تأسیس شد.